# کارلو لیوبک
کارلو لیوبک (آلمانی: Carlo Ljubek؛ زادهٔ ۲۱ مه ۱۹۷۶) بازیگر تئاتر، سینما و تلویزیون اهل آلمان است.
از فیلم‌ها یا مجموعه‌های تلویزیونی که وی در آن‌ها نقش داشته است می‌توان به غرب و هتل هوس اشاره نمود.